# Laniarius nigerrimus
El bubú somalí o bubú de Erlanger (Laniarius nigerrimus) es una especie de ave paseriforme de la familia Malaconotidae endémica del sur del Cuerno de África. Es un ave de tamaño mediano, la especie fue separada del Laniarius aethiopicus como resultado de análisis de las secuencias de ADN, y dicho cambio fue reconocido por el Comité Ornitológico Internacional en el 2008. Se reconocen dos morfismos de color, uno donde el color predominante es el negro y uno sumamente raro con tonos de negro y amarillo que anteriormente era considerado una especie distinta Laniarius liberatus. La denominación de la especie conmemora al ornitólogo alemán Carlo von Erlanger, quien recolectó el holotipo cerca de Umfudu en junio de 1901.

## Descripción
El adulto es de color negro brillante excepto por ciertas manchas blancas en las grupas, las cuales son visibles cuando las alas se encuentran desplegadas y las plumas de la grupa están erguidas. Sus partes inferiores son blancas con una tonalidad rosada en el pecho y laterales. Su pico es negro; los ojos son de un color marrón-rojizo oscuro. Las alas poseen plumas coberteras medias blancas.
El bubú de Erlanger se diferencia del Laniarius aethiopicus en que es más pequeño y posee menos manchas blancas bajo el ala.